# Маріос Еліа (футболіст, 1996)
Маріос Еліа (грец. Μάριος Ηλία; нар. 19 травня 1996, Ларнака, Кіпр) — кіпрський футболіст, нападник клубу «Пафос» та національної збірної Кіпру.

## Клубна кар'єра
Маріос Еліа починав грати у футбол у клубі «Етнікос» (Ахна). 18 травня 2014 року він дебютував у першій команді. Влітку 2016 року Еліа перейшов до клубу АЕЛ з Лімасола. Пребуваючи у клубі, один сезон футболіст провів в оренді в «Алкі Орокліні».
У серпні 2019 року футболіст повернувся до свого рідного клубу «Етнікос».

## Збірна
З 2015 року Маріос Еліа виступав у складі молодіжної збірної Кіпру. 20 травня 2018 року у товариському матчі проти команди Йорданії Маріос Еліа зіграв першу гру у національній збірній Кіпру.

## Титули і досягнення
- Чемпіон Кіпру (1):

«Пафос»: 2024-25
- Найкращий бомбардир Чемпіонату Кіпру (1):

«Етнікос» (Ахна): 2023-24

## Особисте життя
Батько Маріоса Кокос Еліа був професійним футболістом, грав за національну збірну Кіпру. Молодший брат Андреас також грає у футбол.